# سارا وان
سارا وان (انگلیسی: Sarah Vaughan؛ ۲۷ مارس ۱۹۲۴ – ۳ آوریل ۱۹۹۰) یک موسیقی‌دان اهل ایالات متحده آمریکا بود. وی بین سال‌های ۱۹۴۲ تا ۱۹۸۹ میلادی فعالیت می‌کرد.
وی برنده جایزه امی ساعات پربیننده در سال ۱۹۸۱ و برنده جایزه تالار مشاهیر گرمی در سال‌های ۱۹۹۸ و ۱۹۹۹ شده است.